# کاروانسرای کمبوج (گامبوش)
کاروانسرای کمبوج (گامبوش) مربوط به دوره قاجار است و در شهرستان آمل، بخش لاریجان، منطقه پلور واقع شده و این اثر در تاریخ ۱۰ بهمن ۱۳۸۳ با شمارهٔ ثبت ۱۱۳۱۴ به‌عنوان یکی از آثار ملی ایران به ثبت رسیده است.